# Mazères (Gironde)
Mazères is een gemeente in het Franse departement Gironde (regio Nouvelle-Aquitaine). De plaats maakt deel uit van het arrondissement Langon. Mazères telde op 1 januari 2022 781 inwoners.

## Geografie
De oppervlakte van Mazères bedroeg op 1 januari 2022 13,14 vierkante kilometer; de bevolkingsdichtheid was toen 59,4 inwoners per km².

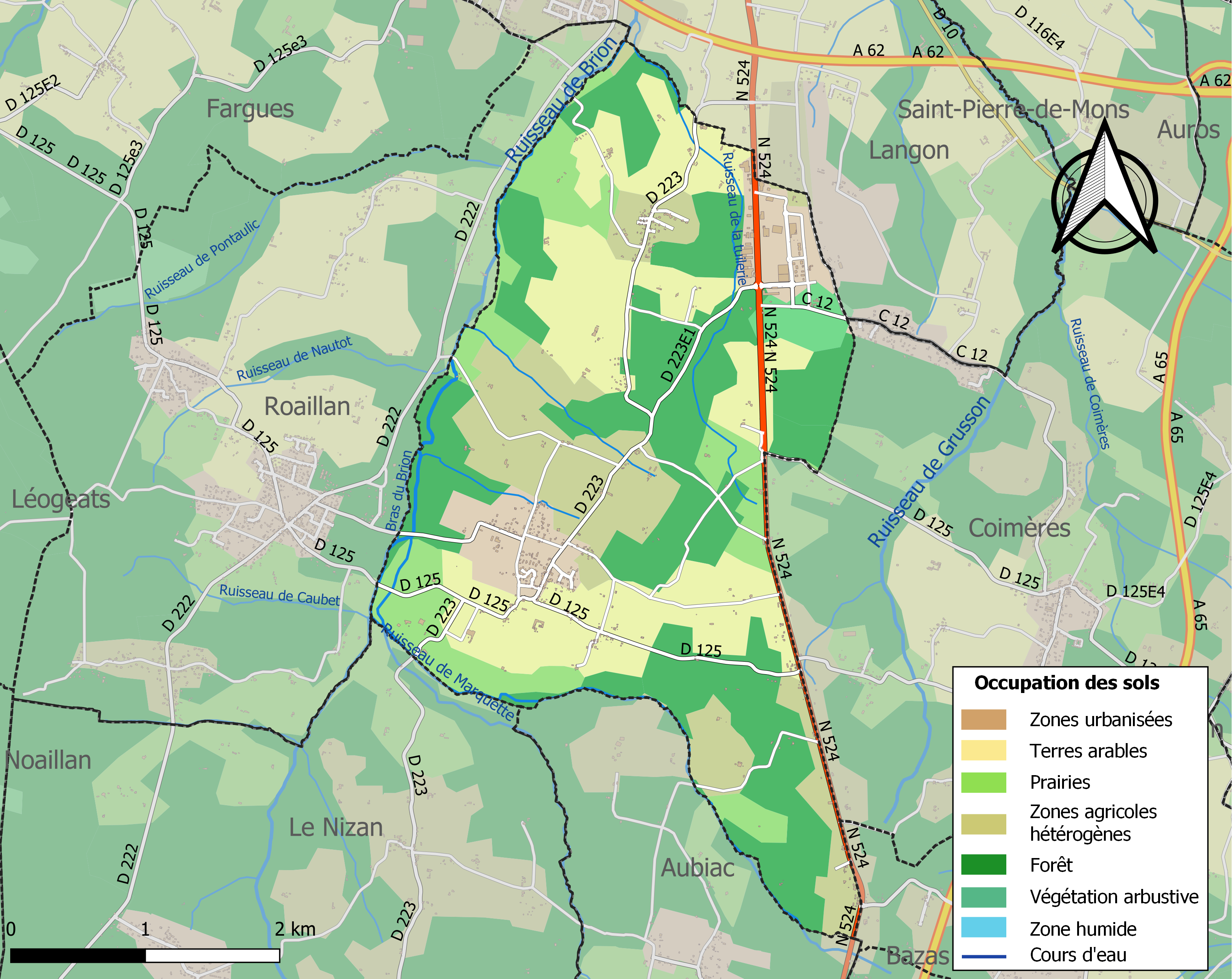
Kaart van de gemeente met belangrijkste infrastructuur, bodemgebruik en omliggende gemeenten

## Demografie
Onderstaande figuur toont het verloop van het inwonertal (bron: INSEE-tellingen).